# Manolas (ö i Sporaderna)
Manolas (grekiska: Μανωλάς) är en mindre, obebodd ö i Grekland. Den ligger strax väster om ön Alonnisos i ögruppen Sporaderna och regionen Thessalien, i den östra delen av landet, 140 km norr om huvudstaden Aten. Arean är 0,15 kvadratkilometer.